# Rimavské Zalužany
Rimavské Zalužany este o comună slovacă, aflată în districtul Rimavská Sobota din regiunea Banská Bystrica, pe malul râului Rimava⁠(d). Localitatea se află la altitudinea de 250 m deasupra n.m., se întinde pe o suprafață de 4,65 km2 și în 2017 număra 359 de locuitori. Se învecinează cu Rimavská Baňa, Kraskovo, Rimavská Sobota, Vyšný Skálnik, Kociha și Lehota nad Rimavicou.

## Istoric
Localitatea Rimavské Zalužany este atestată documentar din 1362.

## Demografie
| An:                | 1994 | 2004    | 2014   | 2024   |
| ------------------ | ---- | ------- | ------ | ------ |
| Număr de persoane: | 377  | 324     | 340    | 339    |
| Diferență:         |      | −14,05% | +4,93% | −0,29% |

| An:                | 2023 | 2024   |
| ------------------ | ---- | ------ |
| Număr de persoane: | 338  | 339    |
| Diferență:         |      | +0,29% |